# Särkijärvet (Junosuando socken, Norrbotten)
Särkijärvet är en sjö i Pajala kommun i Norrbotten och ingår i Torneälvens huvudavrinningsområde.